# Hadena effusa
Hadena effusa là một loài bướm đêm trong họ Noctuidae.